# Agnellus d'Aoste
Agnellus d‘Aoste (mort à Aoste le 29 avril 528) est un évêque d’Aoste, du VIe siècle.

## Un évêque inconnu
Jusqu'à la découverte de son épitaphe le 23 mars 1978 lors de fouilles dans l’église paléochrétienne de Saint-Laurent, l’évêque Agnellus d’Aoste était totalement inconnu : 
HIC REQUIESCIT IN PACE SANCTAE MEMORIAE 
AGNELLUS EPISCOPUS DEPOSITUS SUB DIE III KALENDAS 
MAIAS POST CONSULATUM MAVURTI VIRI CLARISSIMI
Le Consul Mavortius évoqué est lui par contre bien connu comme le rédacteur d’une version de vulgarisation abrégée des œuvres d’Horace.
Il semble donc dans ce contexte qu’Agnellus soit le successeur de l’évêque Joconde d'Aoste et le prédécesseur immédiat de Gall d'Aoste.

## Sources
- (fr) Mariagrazia Vacchina Qui étions nous ?  Éditeur Musumeci Aoste 1989  (ISBN 978-88-7032-310-8)